# 최고의 영화 목록

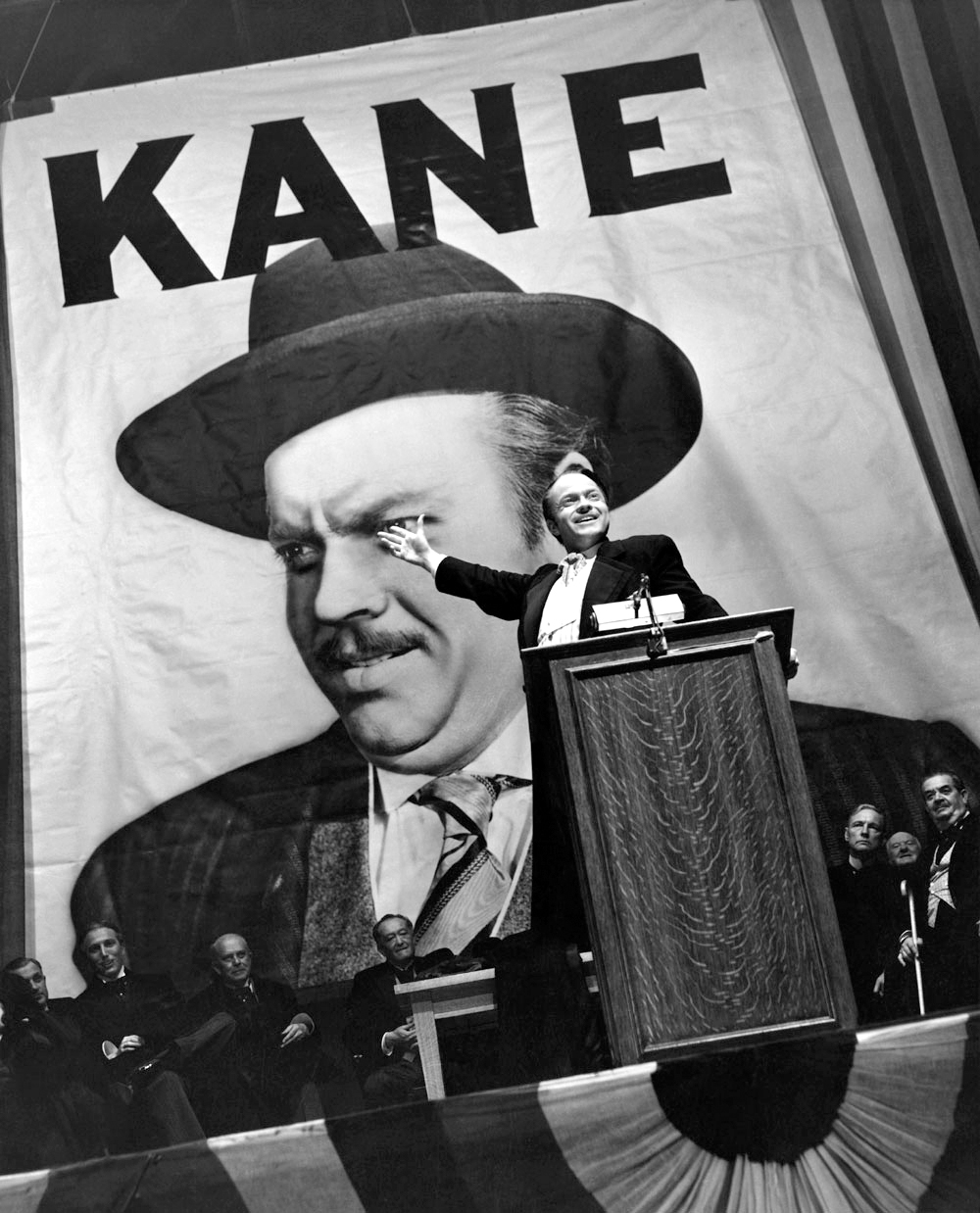
사이트 앤 사운드 평론가 설문조사를 비롯해 전세계 다수의 설문조사에서 최고의 작품으로 선정된 영화 《시민 케인》(1941년, 오손 웰스 감독)

이 목록은 역대 최고로 평가받는 영화 목록이다. 각계 비평과 대중을 대상으로 최고의 영화를 선정한 설문조사와 그 조사에서 거론된 영화을 소개한다.
최고의 영화를 선정하는 설문조사로는 말 그대로 역대 모든 영화들을 대상으로 한 것과, 특정 장르나 지역 영화만을 추려 조사한 것이 있다. 또한 설문조사마다 선정 방식도 모두 달라, 비교적 공정하게 철저히 투표로만 선정한 조사와, 개인 취향이 개입됐거나 중복 투표결과를 반영하는 등, 다소 편향된 조사도 존재할 수 있다는 점에 주의해야 한다.

## 비평계와 영화업계 설문조사

### 《사이트 앤 사운드》 선정 역대 최고의 영화

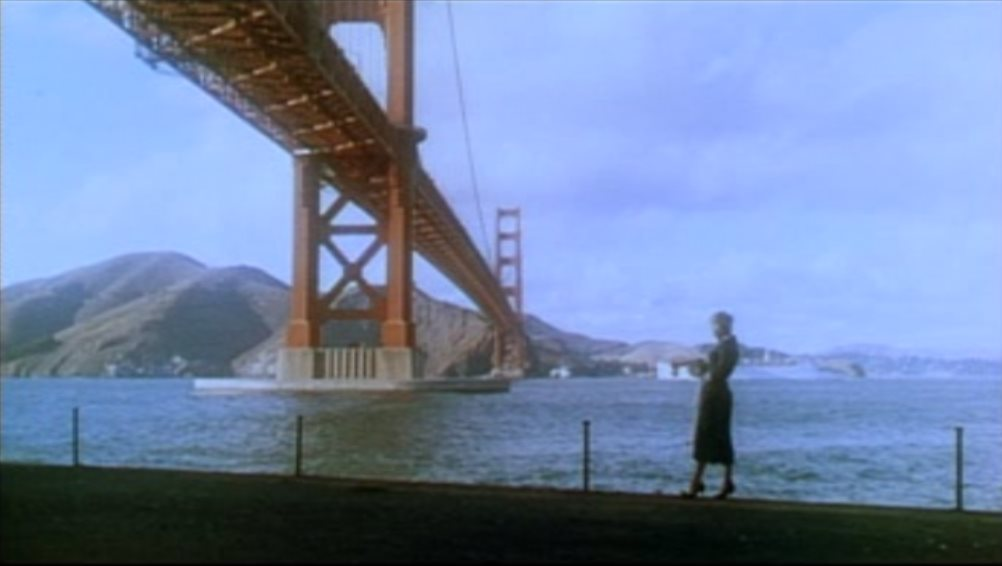
2012년 사이트 앤 사운드지의 평론가 대상 설문조사에서 1위로 선정된 영화 《현기증》(1958년)

영국영화협회 (BFI)에서 발간하는 영화잡지 《사이트 앤 사운드》 (Sight & Sound)는 전세계의 영화평론가들을 대상으로 역대 최고의 영화를 투표해 선정하는 조사를 지난 1952년부터 매 10년마다 시행해오고 있다. 1992년부터는 영화감독들을 대상으로 한 별개의 투표가 진행되고 있다.
1952년 첫 조사 당시 평론가 63인이 참여했고, 1962년 평론가 70인, 1972년 평론가 89인, 1982년 평론가 122인, 1992년 평론가 132인과 감독 101인, 2002년 평론가 145인과 감독 108인, 2012년에는 평론가 846인과 감독 358인, 가장 최근 조사인 2022년에는 평론가 1639인과 감독 480인이 참하였다.
《사이트 앤 사운드》의 조사는 대표적인 '역대 최고의 영화' 목록으로 손꼽힌다. 헐리우드계 평론가 로저 에버트는 이 조사에 대해 "위대한 영화를 꼽는 수많은 조사 중에서 제일 높이 사는, 대다수 진정한 영화인들이 진지하게 받아들이는 유일한 조사"로 평한 바 있다.
- 《자전거 도둑》(1948년) - 1952년 첫 설문조사 당시 25표를 얻으며 1위를 차지했다.[1]
- 《시민 케인》(1941년) - 1962년 (22표), 1972년 (32표), 1982년 (45표), 1992년 (43표), 2002년 (46표) 조사에서 1위를 차지했다. 1992년과 2002년 영화감독 대상 조사에서도 각각 30표, 42표를 얻으며 1위에 올랐다.[1]
- 《현기증》(1958년) - 2012년 평론가 대상 투표에서 191표를 얻으며 《시민 케인》을 누르고 1위에 올랐다.[1]
- 《동경 이야기》(1953년) - 2012년 영화감독 대상 투표에서 48표를 얻으며 《시민 케인》을 누르고 1위에 올랐다.[1]
- 《잔느 딜망》(1975년) - 2022년 평론가 대상 투표에서 1위에 올랐다.[1]
- 《2001: 스페이스 오디세이》(1968년) - 2022년 감독 대상 투표에서 1위에 올랐다.[1]

### 다른 설문조사

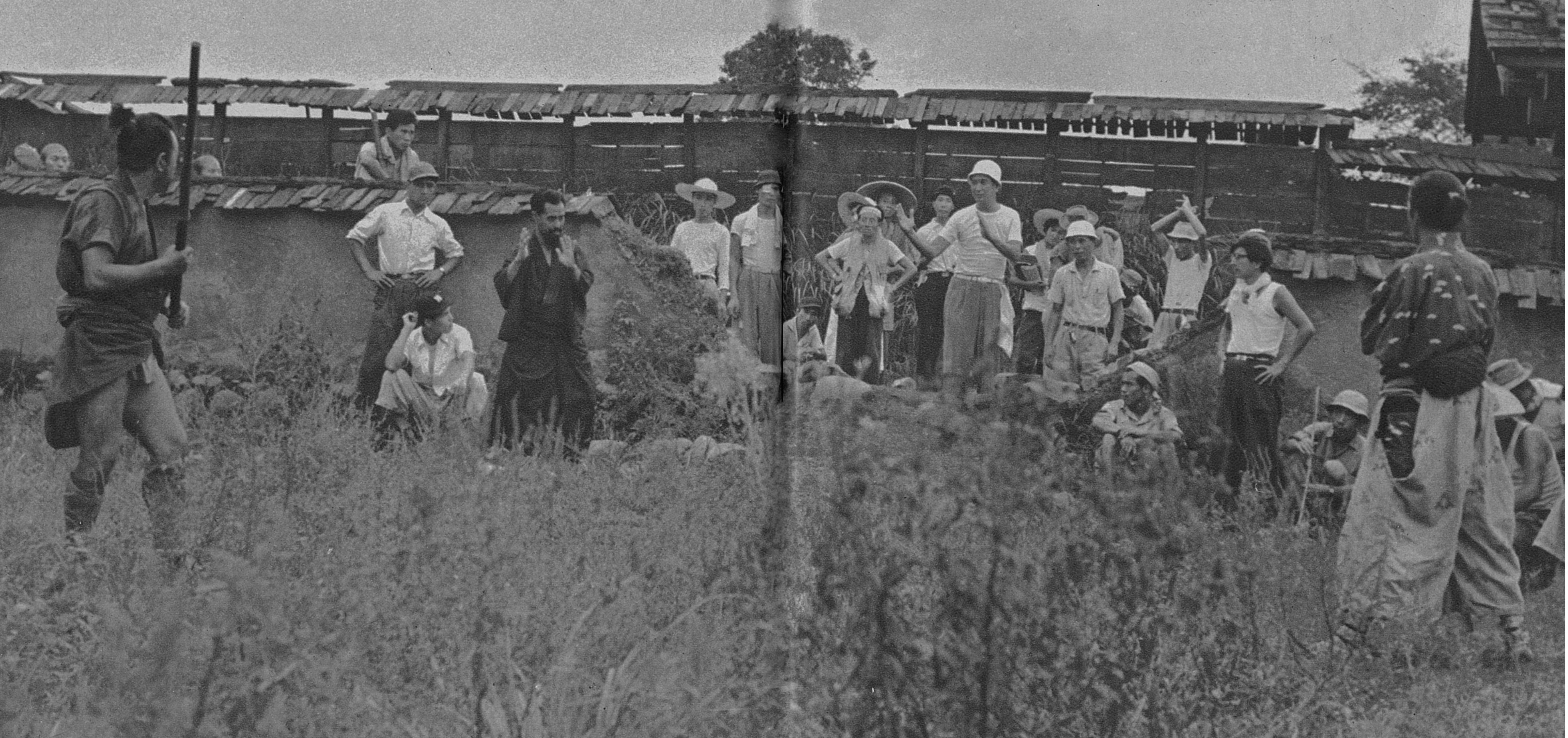
영국 BBC 선정 최고의 외국어 영화와 일본 내 역대 최고의 영화 조사에서 1위로 선정된 《7인의 사무라이》 (1954년)

- 《전함 포템킨》(1925년) - 1951년 개최된 벨기에 세계 영화 미술제 (Festival Mondial du Film et des Beaux-Arts de Belgique)에서 전세계 영화전문가 63인을 대상으로 지난 반세기 동안 제작된 영화 중 최고의 작품을 조사한 결과 32표를 얻어 1위에 올랐다.[3] 여기에 1958년 브뤼셀 만국박람회 당시 26개국 출신 전문가 117인을 대상으로 한 설문조사에서도 1위로 꼽혔다.[4]
- 《시민 케인》(1941년) - 2007년 프랑스의 영화잡지 《카예 뒤 시네마》에서 프랑스 영화평론가 및 영화사학자 78인을 대상으로 역대 최고의 영화를 조사한 결과 48표를 얻어 1위에 선정됐다.[5] 또 2012년 중국의 영화 전문 사이트 시네필라넷에서 중국계 영화평론가, 영화학자, 큐레이터, 문화업계 종사자 135인을 대상으로 최고의 영화를 조사한 결과에서 48표를 얻어 1위를 차지했다.[6] 여기에 1999년 스페인의 영화잡지 《니켈 오데온》 (Nickel Odeon)에서 스페인 영화전문가 150인을 대상으로 최고의 영화를 조사한 결과에서도 49표를 득표해 1위에 올랐다.[7]
- 《7인의 사무라이》(1954년) - 2018년 BBC에서 43개국 출신 영화전문가 209인에게 역대 최고의 외국어 (비영어권) 영화를 조사한 결과 1위로 선정됐다.[8]
- 《현기증》(1958년) - 2007년 독일의 영화잡지 《스테디캠》 (Steadycam)에서 영화평론가와 제작자 174인에게 '자신이 가장 좋아하는 영화'를 조사한 결과 39표를 득표해 1위에 올랐다.[9][10] 또한 2009년 이란 영화잡지 《필름》 (Film)에서도 이란 영화평론가 92인을 대상으로 한 최고의 영화 조사에서 25표를 득표, 1위를 차지했다.[11]
- 《8½》(1963년) - 1964년 스웨덴 영화잡지 《채플린》 (Chaplin)에서 스웨덴 영화전문가 50인을 대상으로 최고의 외국어 (비스웨덴어권) 영화를 조사한 결과 21표를 얻어 1위로 선정됐다.[12] 2015년 폴란드의 우치 영화예술박물관에서 폴란드 영화전문가 (제작자, 평론가, 교수) 279인을 대상으로 최고의 영화를 투표조사한 결과에서도 1위에 올랐다.[13]
- 《대부》(1972년) - 2009년 일본 영화잡지 《키네마 준보》 (キネマ旬報)에서 일본 영화평론가와 영화학과 교수 114인을 대상으로 실시한 최고의 외국어 (비일본어권) 영화 조사에서 1위를 차지했다.[14] 또 2014년 미국의 《할리우드 리포터》가 할리우드의 각계 스튜디오, 에이전시, 홍보사, 제작사를 비롯한 업계 종사자 2120인을 대상으로 최고의 영화 선정투표 결과에서도 1위로 꼽혔다.[15]
- 《지옥의 묵시록》(1979년) - 영국의 채널4에서 방영된 프로그램 《죽기 전에 봐야 할 영화 50편》 (50 Films to See Before You Die)에서 영화평론가와 영화인 3,760인을 대상으로 투표를 실시한 결과 1위에 올랐다.[16]

## 대중 설문조사

대중과 전문가 가릴 것 없이 수차례의 설문조사에서 최고의 작품으로 선정된 영화 《대부》(1972년)

- 《바람과 함께 사라지다》(1939년) - 2008년 해리스 인터랙티브가 실시한 '미국인이 가장 좋아하는 영화' 조사에서 2,279표를 득표해 1위로 선정됐으며,[17] 2014년 재조사를 실시한 결과에서도 2,276표를 득표해 1위에 올랐다.[18]
- 《로마의 휴일》(1953년) - 1990년 일본의 공영방송 NHK에서 역대 최고의 외국 영화를 묻는 투표를 실시한 결과 약 백만 표를 얻으며 선정됐다.[19]
- 《대부》(1972년) - 1999년 미국의 연예잡지 《엔터테인먼트 위클리》가 독자 대상 설문조사를 실시한 결과 1위를 차지했고,[20] 1998년 잡지 《타임 아웃》에서 실시한 독자 대상 설문조사에서도 1위에 올랐다.[21] 한편 2008년 9월 미국의 영화잡지 《엠파이어》에서 영화업계 관계자 150인, 영화평론가 50인, 독자 10,000명을 대상으로 선정한 '역사상 최고의 영화'로 꼽혔으며,[22] 2017년 6월 독자 2만 명을 대상으로 실시한 조사에서도 1위를 차지했다.[23][24]
- 《제국의 역습》(1980년) - 2015년 영화잡지 《엠파이어》가 독자 25만 명을 대상으로 실시한 투표에서 역사상 최고의 영화로 꼽혔다.[25]
- 《쇼생크 탈출》(1994년) - 2006년 3월 영화잡지 《엠파이어》가 독자들을 대상으로 실시한 '역사상 최고의 영화 201편' 조사에서 1위로 선정됐다.[26]
- 《타이타닉》(1997년) - 2008년 3월 《중국일보》 영문판에서 영화팬 6천 명을 대상으로 실시한 조사에서 역사상 가장 흥행한 영화 1위로 꼽혔다.[27]
- 《쉬리》(1999년) - 2002년 대한민국의 영화전문채널 OCN에서 온라인 투표로 '한국인의 100대 영화'를 선정한 결과 전체 투표수 54,013표 중 11,918표를 얻어 1위를 차지했다.[28]
- 반지의 제왕 3부작 (2001–2003년) - 2005년 오스트레일리아 TV 특집쇼 《내가 제일 좋아하는 영화》 (My Favourite Film)에서 대중 설문조사를 실시한 결과 역사상 가장 인기있는 영화로 꼽혔다.[29] 또한 2004년 독일의 TV 특집쇼 《역사상 최고의 영화들》 (Die besten Filme aller Zeiten)에서 독일인 12만 명을 대상으로 투표를 실시한 결과에서도 1위를 차지했다.[30]

## 장르, 매체별 설문조사

### 액션 영화
- 《매드 맥스 2》(1981년) - 2015년 미국 잡지 《롤링 스톤》이 구독자들을 대상으로 역사상 최고의 액션영화를 투표한 결과 선정됐다.[31]
- 《다이 하드》(1988년) - 2014년 미국의 《타임아웃 뉴욕》에서 감독, 배우, 전문가 50인을 대상으로 역대 최고의 액션영화를 조사한 결과 21표를 받아 선정됐다.[32]

### 애니메이션 영화
- 《피노키오》 - 2014년 미국의 《타임아웃》에서 애니메이터, 영화제작자, 평론가, 저널리스트를 대상으로 역대 최고의 애니메이션 영화를 조사한 결과 선정됐다.[33][34]
- 《왓츠 오페라, 닥?》(1957년) - 애니메이션 시리즈 벅스 버니의 단편으로, 책 《최고의 카툰 50선》 (The 50 Greatest Cartoons)에서 애니메이션 전문가 1,000명에게 최고의 애니메이션 단편 영화를 물은 결과 선정됐다.[35]
- 《안개 속의 고슴도치》(1975년) - 소련의 애니메이션 영화로 2003년 일본 라퓨타 애니메이션 축제에서 전세계 각국의 애니메이터 140명에게 역사상 최고의 애니메이션 영화를 조사한 결과 1위에 올랐다.[36]
- 《이야기 속의 이야기》(1979년) - 소련의 애니메이션 영화로 1984년 애니메이션 올림피아드에서 세계 각국 저널리스트, 학자, 행사 디렉터, 애니메이션 프로그래머로 구성된 35인의 위원단에게 최고의 애니메이션 영화를 자문한 결과 17표를 얻어 1위로 선정됐다.[37][38] 1997년 영국의 채널 4 기획 애니메이션 매거진 《도프 싯》 (Dope Sheet)에서 주관한 투표에서도 1위에 올랐으며, 2002년 자그레브 국제 애니메이션 페스티벌의 투표에서도 마찬가지였다.[38]
- 《바람계곡의 나우시카》(1984년) - 2006년 일본 문화청 미디어 예술제에서 역대 최고의 애니메이션을 고르는 투표에 약 8만 표를 얻으며 1위에 올랐다.[39]
- 《천공의 성 라퓨타》(1986년) - 2008년 일본 오리콘사에서 진행한 최고의 애니메이션 관객 투표에서 1위로 선정됐다.[40]
- 《토이 스토리》(1995년) - 2003년 개설된 온라인 영화 비평가 협회의 '역대 최고의 애니메이션 영화 TOP 100'에서 1위를 차지한 바 있다.[41] 2009년 3D 재개봉 당시에도 팬 4000명을 대상으로 실시한 '역사상 최고의 애니메이션 영화' 투표에서 1위를 차지했었다.[42]

### 코미디 영화
- 《뜨거운 것이 좋아》(1959년) - 2017년 영국 BBC에서 52개국 평론가 253인을 대상으로 역대 최고의 코미디 영화를 선정한 결과 1위로 꼽혔다.[43]
- 《불타는 안장》(1974년) - 2014년 《롤링 스톤》 지에서 독자들을 대상으로 역사상 가장 웃긴 영화를 조사한 결과 1위로 꼽혔다.[44]
- 《몬티 파이튼과 브라이언의 삶》(1979년) - 2006년 영국의 채널 4에서 2만 2천명을 대상으로 역대 최고의 코미디를 조사한 결과 1위로 선정됐다.[45] 2000년 영국 잡지 《토탈 필름》과 2007년 영국 일간지 《가디언》의 투표에서도 최고의 코미디 영화로 선정됐다.[46][47]
- 《이것이 스파이널 탭이다》(1984년) - 2016년 잡지 《타임아웃 런던》에서 스탠드업 코미디언, 배우, 작가, 감독 70인의 투표로 역대 최고의 코미디 영화를 조사한 결과 1위로 선정됐다.[48][49]

### 공포 영화
- 《엑소시스트》(1973년) - 2012년 《타임아웃 런던》이 전문가 150인에게 역사상 최고의 공포영화를 묻는 투표를 실시한 결과 53표를 얻으며 선정됐다.[50] 2015년 《힛픽스》에서 공포물 전문가 104인을 대상으로 실시한 투표에서도 67표를 얻으며 최고의 공포물로 꼽혔으며,[51][52] 2014년 잡지 《롤링 스톤》이 구독자 대상 투표를 실시했을 때에도 1위에 올랐다.[53]
- 《텍사스 전기톱 연쇄살인사건》(1974년) - 2005년 영국 영화잡지 《토탈 필름》에서 최고의 공포영화를 조사한 결과 1위에 올랐다.[54] 2010년 호러영화 대표감독과 스타를 대상으로 실시한 재투표에서도 1위에 올랐다.[55]

### 뮤지컬 영화
- 《웨스트 사이드 스토리》(1961년) - 2007년 영국 일간지 《옵저버》에서 독자들을 대상으로 최고의 뮤지컬 극장판을 조사한 결과 1위로 꼽혔다.[56]
- 《록키 호러 픽쳐 쇼》(1975년) - 2017년 《롤링 스톤》이 독자들을 대상으로 최고의 뮤지컬 영화를 조사한 결과 1위에 올랐다.[57]

### 크리스마스 영화
- 《멋진 인생》(1946년) - 2018년 웹사이트 액시오스와 서베이멍키가 대중 설문조사를 실시한 결과 최고의 크리스마스 영화로 꼽혔다.[58]
- 《다이 하드》(1988년) - 2015년 영국 영화잡지 《엠파이어》에서 독자들을 대상으로 최고의 크리스마스 영화를 조사한 결과 선정됐다.[59]

### LGBT 영화
- 《브로크백 마운틴》(2005년) - 2016년 《타임아웃 런던》 지에서 영화업계 전문가 28인을 대상으로 최고의 성소수자 영화를 조사한 결과 1위에 올랐다.[60][61]
- 《캐롤》(2015년) - 2018년 영국영화협회 (BFI)가 주관하고 평론가, 제작자, 기획자 100인 이상이 참여한 최고의 퀴어 영화에서 1위에 올랐다.[62]

### 판타지 영화
- 《반지의 제왕: 반지 원정대》(2001년) - 2012년 미국 잡지 《와이어드》에서 독자들을 대상으로 역대 최고의 판타지 영화를 조사한 결과 1위로 선정됐다. 후속작인 《반지의 제왕: 두 개의 탑》 (2002년), 《반지의 제왕: 왕의 귀환》 (2003년) 역시 각각 4위와 3위에 올랐다.[63]

### 다큐멘터리 영화
- 《카메라를 든 사나이》 (1929년) - 2014년 《사이트 & 사운드》지에서 전문가 238인 (다큐멘터리 전문가 포함)과 영화인 103인을 대상으로 조사한 역대 최고의 다큐멘터리 영화에서 전문가 125인 (평론가 100인, 영화인 25인)의 지지를 얻으며 1위로 선정됐다.[64]
- 《후프 드림스》 (1994년) - 2007년 국제 다큐멘터리 협회 (IDA)에서 실시한 역대 최고의 다큐멘터리 영화 설문조사에서 전체 700편의 후보 가운데 1위로 선정됐다.[65]
- 《볼링 포 콜럼바인》 (2002년) - 2002년 IDA 회원들을 대상으로 가장 좋아하는 논픽션 영화를 묻는 조사에서 전체 20편 중 1위로 선정됐다.

### 재난 영화
- 《포세이돈 어드벤쳐》(1972년) - 2004년 5월 UCI 시네마 직원 500명을 대상으로 최고의 재난영화를 투표한 결과 1위로 선정됐다.[66]

## 제작국가별 설문조사

### 한국 영화
- 《오발탄》(1961년) - 2014년 한국영상자료원이 개원 40주년을 맞이하여 한국영화인 62인을 설문하여 발표한 한국영화 100선 중 1위에 올랐다.[67] 1999년 조선일보가 영화인 140인을 대상으로 조사한 역대 최고의 한국영화에서도 48표를 얻어 1위에 올랐다.[68]
- 《쉬리》(1999년) - 2002년 케이블 영화전문채널 OCN에서 누리꾼 54,013명을 대상으로 실시한 온라인 설문조사에서 11,918표를 받아 한국인이 가장 사랑하는 영화 1위에 올랐다.[28]
- 《살인의 추억》(2003년) - 2014년 한국영상자료원이 관객 1,462명을 대상으로 실시한 온라인 설문조사에서 총 806표를 얻어 '관객이 뽑은 역대 최고의 한국영화' 1위에 올랐다.[69]
- 《하녀》(1960년) - 2024년 한국영상자료원이 설립 50주년을 맡이해 영화의 연구자, 평론가, 창작자, 영화업계 종사자 240인에게 설문하여 발표한 한국 영화 100선 중 1위에 올랐다.[70]

## 같이 보기
- 영화 목록